# Marcel Billières
Marcel Billières, né le 7 septembre 1905 à Toulouse et mort le 28 mars 1986 à Tarbes. Fils d'Étienne Billières, maire de Toulouse (1925-1935) et de Rose Marie Séguy (1883-1963), directrice d'école de sténodactylographie de la ville rose. Administrateur hospitalier, il sera un héros de la Résistance en Bigorre, déclaré Juste parmi les Nations, puis maire de Tarbes (1953-1959) et conseiller général des Hautes-Pyrénées.

## Biographie

### Enfance et formation
Son père, Étienne Billières, sténographe de métier, deviendra en 1906 adjoint du premier maire socialiste de Toulouse, Albert Bedouce. Sa mère, Rose Marie, deviendra la directrice de l'école de Sténodactylographie créée avec son mari Étienne en 1907. Marcel Billières est l'aîné des 4 fils du couple.
Avec un père militant socialiste, Marcel Billières vit donc dans une famille où l'Internationale baigne son quotidien. En 1918, il obtint une bourse d'externat de 207 fr.
Son père deviendra maire de Toulouse en 1925. Marcel Billières partit s'installer à Alger et lors d'un voyage pour lui rendre visite, son père, se blessera au pied et finira par y décéder en février 1935 des suites de complications dues à son diabète.
Revenu à Toulouse, Marcel Billières poursuivra dans la lignée de son père une grande activité militante, comme secrétaire du canton nord en soutien aux différents candidats comme pour la candidature de M. E. Béluel dans ce canton de Toulouse en 1937. Il s'intéresse, entre autres, à la question de la guerre d'Espagne. Il participe comme membre de l'Amicale des Hospices de Toulouse à l'élaboration de fêtes pour financer des séjours en colonies de vacances aux enfants les plus démunis. Il est régulièrement appelé à prendre la parole lors de différents événements organisés par la section toulousaine.

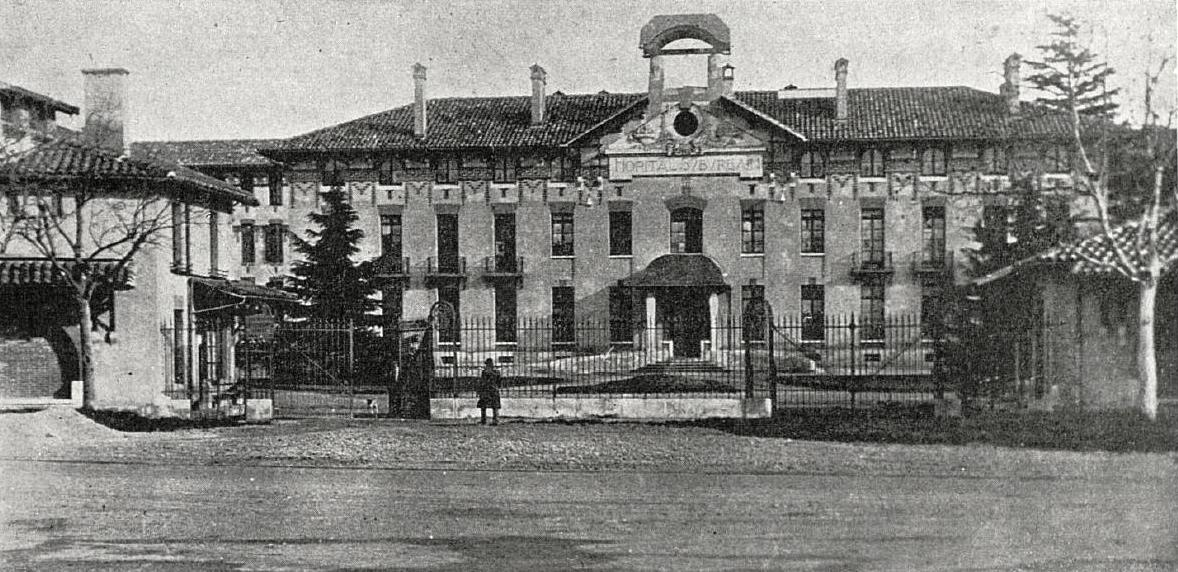
Façade de l'hôpital Purpan, en octobre 1939

Le rugby tiendra aussi une place importante dans sa vie. À 33 ans, il jouait encore avec le Toulouse Olympique et assista à la victoire d'une équipe du Midi face aux XV australien au stade des Minimes.
Marcel Billières est un fonctionnaire principalement chargé de l’administration des hospices toulousains. En 1938, il dirige la construction de l'hôpital suburbain de Toulouse (capacité de 1800 lits). Comme secrétaire général des hospices, son rôle est l'équivalent des directeurs des Hôpitaux de Paris de cette époque. Il occupait ce poste lorsque la guerre fut déclarée.

### Deuxième Guerre mondiale

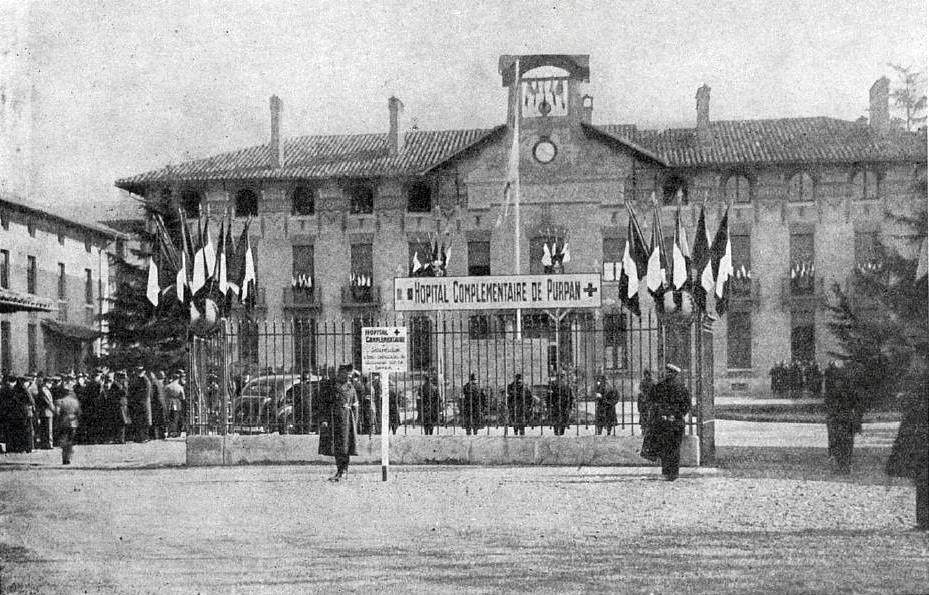
Le jour de l'inauguration officielle de l'Hôpital Purpan de Toulouse, en février 1940

Malgré sa mobilisation, il était toujours secrétaire général de la commission administrative des hospices de Toulouse lors de l'inauguration de l'hôpital suburbain sous le nom d'hôpital Purpan.

#### Dans la Résistance
Dans les Hautes-Pyrénées, plusieurs mouvements de résistance apparaissent dès 1941 dont le  mouvement « Combat » basé à Lourdes et commandé par Célestin Romain qui forme une armée secrète (corps-franc Puyau). Au moins 6 réseaux sont basés à Lourdes. Ces réseaux avaient pour but d’effectuer des passages à travers la frontière espagnole pour permettre aux pilotes et autres personnes menacés, de s’enfuir sans être pris.
À Tarbes, le maire Maurice Trélut et la sœur Anne-Marie Llobet (de l'ordre des Sœurs de la Charité), directrice de l’hôpital mixte de Tarbes, organisent aussi un réseau de sauvetage dans cet établissement pour cacher les personnes pourchassées par les Allemands pendant l'Occupation. En novembre 1943, ils apprennent que les autorités de Vichy viennent de nommer un nouveau directeur pour cet hôpital, il s'agit de Marcel Billières, de retour de mobilisation. S'il était collaborationniste, tout risquait d'être perdu mais Maurice Trélut et la sœur Anne-Marie Llobet furent vite rassurés. Joseph Beigeldrut, un juif polonais recherché, raconta sa rencontre avec le nouveau directeur « il m'appela à son bureau et sachant que j'étais un prisonnier de guerre évadé et ancien secrétaire du rabbin Berman de Lille, il me nomma secrétaire de son bureau. Donc, moi, un homme pourchassé par la Gestapo... une personne recherchée, j'étais là, tapant la correspondance pendant que le directeur rencontrait les Allemands qui régulièrement visitaient l'hôpital à la recherche de résistants blessés ou de juifs cachés ou malades. » 
Marcel Billières, directeur de l'hôpital mixte de Tarbes, aidé de Maurice Trélut, et des sœurs Anne-Marie Llobet et Marie-Antoinette Ricard qui y travaillent, ont permis de sauver de nombreux juifs de la déportation ainsi que de nombreux résistants. Marcel Billières autorisa les résistants à amener les personnes menacées à l'hôpital. Certains juifs ne sachant pas parler français étaient catalogués sourds-muets ou débiles mentaux. Les résistants ou juifs blessés étaient abrités dans certaines salles à l’écart appelées salle des Contagieux  afin d’éviter que les nazis, qui craignaient de se contaminer, ne les découvrent. Certains locaux de l’hôpital étaient aussi utilisés comme entrepôts pour leur matériel. Les risques de l'activité sont réels, Maurice Trélut sera arrêté par la Gestapo en juillet 1944 et déporté à Buchenwald où il est mort. Au moment où l’officier S.S. Hauptschaführer Peter Blindauer, chef de la Gestapo Tarbaise s'apprêtait, avec ses agents, à l'arrestation de Marcel Billières, il fut attaqué par le Groupe de libération Murray (commandé par Gaston Murray),. À la libération de Tarbes, il sera découvert et confirmé que le commandement militaire allemand avait placé Marcel Billières sur la liste noire des personnes devant être arrêtées sous peu.
L'action de ces résistants est reconnue et récompensée par la médaille de Juste parmi les nations,.

### Maire de Tarbes
Professionnellement, Marcel Billières est confirmé, en 1946, sur la liste d'aptitude aux fonctions de directeur des hôpitaux et hospices publics comme directeur de l'hôpital mixte de Tarbes.
Politiquement, la libération verra une autre guerre éclater : une guerre politique entre les communistes et les socialistes au niveau National. Et celle-ci se traduira très durement dans les Hautes-Pyrénées au point que certains maquisards, essentiellement des socialistes passent devant les tribunaux. La direction de la S.F.I.O. dans les Hautes-Pyrénées est dirigée par Marcel Billières. Il regroupe autour de lui, Ader, Bousquet, Joseph Cambours, Campo, Raymond Compagnet, François et Henri Escudé, André Gaillard, Maille, Jean Marcheix, Meynier, Nogues, Pedarribes, Sensever et bien d'autres.
Après un échec aux législatives de 1945, il est élu conseiller municipal de Tarbes en 1947. Il se présentera aux élections cantonales de 1949 dans le canton de Tarbes-Sud mais ne sera pas élu.

#### Une élection mouvementée
La gauche dans les Hautes-Pyrénées reste très largement majoritaire mais éclatée depuis la libération, les élections municipales sont houleuses à Tarbes et c'est le communiste Raymond Peyrès qui est élu avec 32,4% des suffrages le 16 avril 1953 et des voix socialistes lors du conseil municipal. Le discours propagandiste du nouveau maire communiste lors des cérémonies du 8 mai avait provoqué le départ immédiat du préfet, du colonel commandant les troupes et du vicaire. Dix-sept conseillers municipaux d'opposition démissionnent et de nouvelles élections doivent être organisées.
À l'issue du scrutin de juillet, les communistes obtiennent 45% des suffrages, le reste des votes étant répartis entre tous les autres partis. Le conseil municipal doit être renouvelé le dimanche 5 juillet, les communistes obtiennent 15 élus mais pas la majorité absolue. Les cégétistes et les communistes sentant monter une coalition contre eux, multiplient les manifestations et les pétitions sur les lieux de travail. C'est sous la protection des CRS que doit se faire l'élection du nouveau maire pour retenir les 2000 sympathisants communistes qui entourent l'hôtel de ville. La séance du 11 juillet, encore une fois, est houleuse, avec des accusations de fascisme proférées par certains communistes à l'encontre des socialistes mais se tient quand même. Elle aboutit à l'élection de Marcel Billières grâce à une entente inédite entre toutes les forces anti-communistes, gauche et droite confondues, pour un score en voix de 18 à 15. Il succède donc à Raymond Peyrès qui n'aura été maire que 4 mois. Sa première déclaration n'arrangera pas les relations entre les deux camps «on vient de libérer la ville de la dictature stalinienne ».

#### Maire et conseiller-général
Maire de sa commune, Marcel Billières n'en continue pas moins ses fonctions de Directeur de l'hôpital de Tarbes. Il fait partie de ceux qui, devant les réactions anormales de patients, avaient alerté sur la sécurité de certains médicaments des Laboratoires d'Opochimiothérapie de Toulouse.
Il retente sa chance aux législatives de janvier 1956 mais il essuie un nouvel échec. Parallèlement à ses activités municipales ou professionnelles, il est membre actif des instances de la S.F.I.O. et participe à la commission sur les indisciplines parlementaires au conseil national SFIO de décembre 1957. Les nouvelles élections cantonales arrivant, il se présentera dans le canton Tarbes-Nord. Qualifié pour le second tour, il se retrouve opposé aux communistes menés par Marcel Biard qui avait obtenu le plus grand nombre de voix au premier tour. Comme pour les municipales, Marcel Billières sera élu en avril 1958. Par contre, il essuiera un nouvel échec aux Législatives de novembre 1958. Ses échecs ne l'empêchèrent pas de devenir secrétaire de la fédération socialiste S.F.I.O. (1958 à 1964).
Il participa à l'inauguration de la ligne aérienne Lourdes-Dublin-Lourdes avec la chambre de commerce de Tarbes et des Hautes-Pyrénées. Cette inauguration comprenait le voyage vers Dublin de la délégation haute-pyrénéenne à bord du Fokker F27 Friendship qui effectuait là, son premier vol commercial avec Aer Lingus. Arrivé à Dublin, la délégation fut reçue par le chef d’État-major de l'armée de la république d'Irlande, le général Mulcahy et l’aumônier général Crean. Le Premier ministre irlandais reçut en audience officielle les 2 responsables de la délégation française pendant que les autres membres rencontraient leurs homologues pour favoriser les relations économiques entre les 2 régions. Marcel Billières et M. Viron (adjoint au maire de Lourdes) purent ainsi s'entretenir avec le maire de Dublin James Carroll. De par ses fonctions hospitalières, le maire de Tarbes put aussi visiter un hôpital dublinois le 10 décembre 1958.

#### Échecs électoraux
A la mi-février, il reçoit le général De Gaulle dans sa ville de Tarbes ce qui donna lieu à plusieurs anecdotes. Sur le perron de l'hôtel de ville, le Général, en voyant le maire de Tarbes, déclare aussitôt«Enfin ! Un maire de ma taille». Ensuite lors du vin d'honneur, dans le Grand salon de la Mairie, à M. Billières qui lui disait «Je connais bien ma ville, mon Général ; j'y réside depuis plus de 30 ans ; je n'y ai jamais vu pareil rassemblement, pareille foule, ni tel enthousiasme», le Général lui répliqua «Et pourquoi l'auriez-vous vu?». À l’occasion des élections de 1959, bien que maire sortant, Marcel Billières, est en désaccord avec la section socialiste locale qui refuse de faire alliance avec la droite (CNI, MRP et UNR) où figurent plusieurs ex-miliciens amnistiés. Victime de la bonne tenue du Parti communiste mais surtout de la poussée de la droite, il perd son fauteuil de maire au profit cette dernière avec l’élection de Paul Boyrie.

#### Principales réalisations à Tarbes
Les principales réalisations de sa mandature à Tarbes sont :
- La construction des logements de Mouysset et de Henri IV
- Amélioration de l'hôpital de l'Ayguerotte
- L'initiation du projet du nouvel hôpital de la Gespe
- Avec l'ADIRP[38], initiation du projet du mémorial de la déportation, de l'internement et de la Résistance des Hautes-Pyrénées à Tarbes (inauguré en 1964)

### Après la mairie

Médaille des Justes parmi les Nations

Il présenta sa démission de son poste de secrétaire de la SFIO après son échec aux municipales mais cela fut refusé. Après les échecs aux législatives, ce sont les Sénatoriales de 1959 mais là encore, il échoue. Il figurait encore sur les listes de délégués cantonaux de l’Éducation nationale en 1962. Il restera au conseil municipal de Tarbes et en 1962, il tente encore une fois, sans succès, de devenir député et en mars 1964, après un nouvel échec aux cantonales, il présenta à nouveau sa démission de secrétaire de la S.F.I.O. Ce ne sera pas sa dernière tentative puisqu'il ne sera pas non plus élu lors des Sénatoriales de septembre 1965.
En juin 1959 il a été invité à Berlin, au congrès «Social Activities of Local Authorities» où il prononça plusieurs discours  sur les soins aux plus âgés et les services locaux pour les plus jeunes. Il fut membre de la société savante, la Société Académique des Hautes-Pyrénées. Il participera aussi à la rédaction d'un ouvrage sur les Hautes-Pyrénées en écrivant le chapitre sur le pic du Midi de Bigorre.
Le 6 février 1986, le comité Yad Vashem reconnaît officiellement Marcel Billières comme Juste parmi les Nations en même temps que Anne-Marie Llobet,,. Leurs noms sont gravés sur le Mur d'Honneur du  mémorial de Yad Vashem. Un mois plus tard, il décède le 28 mars 1986 à Tarbes et sera inhumé au cimetière de Lardenne à Toulouse.

## Décorations
- Chevalier de la Légion d'honneur
- Croix de guerre 1939–1945
- Médaille de la Résistance française
- Médaille de Guerre

## Hommages posthumes
La ville de Tarbes a donné son nom à une de ses avenues et à une galerie commerciale (Galerie Billières).
L'hôtel de ville de Tarbes possède une plaque commémorative dans le hall avec le nom de Marcel Billières inscrit dans la liste des maires de la commune.
La commune de Rieumes a appelé son stade Marcel-Billières.
Son nom est gravé sur le mur des « Juste parmi les Nations » à Jérusalem.
Marcel Billières est fréquemment intégré dans les expositions et/ou commémorations sur la résistance dans les Hautes-Pyrénées :
- Conférence de Pierre-Louis Giannerini (Association UTLA) « Les Pyrénées de la liberté » à Aire-sur-l'Adour en 2016[43]
- Exposition sur la libération de Lourdes au palais des congrès, 19 août 2014[19].

### Publications de Marcel Billières
- Marcel Billières, « Un haut-lieu scientifique : le Pic du Midi de Bigorre », dans Germain Bonnecarrère, Paul Guth, Joseph Mangin, Hautes-Pyrénées, Paris, Delmas, coll. « Richesses de France », 1962, 154 p.
- Parti Socialiste des Hautes-Pyrénées, Profession de foi de Marcel Billières (Profession de foi du second tour des Législatives 1958), Tarbes, Parti Socialiste SFIO, 1958, 1 p. (lire en ligne). .
- Parti Socialiste des Hautes-Pyrénées, Profession de foi de Marcel Billières (Profession de foi du second tour des Législatives 1962), Tarbes, Parti Socialiste SFIO et Parti Radical Socialiste, 1962, 2 p. (lire en ligne). .

### Biographies et notices biographiques
- Jacques Longué, Chroniques de Bigorre. Regards sur un demi-siècle de vie quotidienne dans les Hautes-Pyrénées. 1940-1993, Portet-sur-Garonne, Loubatières, 1993, XXXII p. de pl. + 381 (ISBN 2-86266-198-8)portraits  des  «  notables  »  qui  ont  laissé  leur  empreinte  :  Baratgin,  V.  Cazaux,  J.  Fourcade,  L.  Noguès,  C.  Lebreton,  M.  Billières  et  R.  Billères...
- Fabienne Mondon-Baqué (sous la direction de Jean-François Soulet), Un homme haut-pyrénéen : Marcel Billières (1905-1986) (Mémoire de Maîtrise d'Histoire Immédiate), Toulouse, Université de Toulouse-Le Mirail, U.F.R. d'Histoire, septembre 1999, 175 p..
- Gilles Morin, « Billières Marcel », sur Le Maitron, 20 octobre 2008 (consulté le 9 avril 2021). version web du Dictionnaire Biographique du Mouvement Ouvrier de Jean Maitron
- Jean-François Le Nail, Les conseillers généraux des Hautes-Pyrénées : 1800-2007, dictionnaire biographique, Conseil Général des Hautes Pyrénées, 1er avril 2007, 427 p. (ISBN 2951481047)
- « Dossier n°3315 », sur yadvashem-france.org, 2020.
- (en) « Marcel Billières », sur righteous.yadvashem.org, 2020.
- Christian Crabot et Jacques Longué, Hommes et femmes célèbres des Hautes-Pyrénées, Editions Bonneton, 1994, 167 p. (ISBN 9782862531663), p. 23

### Ouvrages
- Mordecai Paldiel, The Path of the Righteous. Gentile Rescuers of Jews During the Holocaust, Brooklyn (USA), Ktav, 1993, 401 p. (ISBN 9780881253764, lire en ligne). .
- Journal Officiel de la République française. : Lois et décrets, Paris, 21 avril 1918 (lire en ligne).
- Journal Officiel de la République française. : Lois et décrets, Paris, 3 mars 1946 (lire en ligne).
- Raymond Solladie (Dr), Le mémorial de la déportation, de l'internement et de la Résistance des Hautes-Pyrénées : histoires, souvenirs et anecdotes, Tarbes, 1985, 84 p.
- Jean-François Soulet, Maurice Trélut. Un homme de paix dans la tourmente des deux guerres mondiales, Morlaàs, Latitude Sud, 2020, 254 p. (ISBN 9782914028288)
- Georges Mac Grath, « Mes rencontres avec de grands hommes », Précis analytique des travaux de l'Académie des sciences, belles-lettres et arts de Rouen, Rouen, Académie des sciences, belles-lettres et arts,‎ 1978, p. 85-102
- Jacqueline Lalouette, Jours de fête : fêtes légales et jours fériés dans la France contemporaine, Tallandier, 2010, 388 p.
- Jean-Baptiste Laffon (dir.) et Jean-François Soulet (dir.), Histoire de Tarbes, Roanne, Horvath, coll. « Collection Histoire des villes de France », 1982, 2è éd., 453 p. (ISBN 2-7171-0198-5)
- Comité départemental de la Résistance des Hautes-Pyrénées, Résistance en Bigorre, Les Editions du Midi, 1984, 306 p. (ISBN 9782950049605)
- Limore Yagil (préf. François-Georges Dreyfus (Pr.)), La France, terre de refuge et de désobéissance civile (1936-1944, t. 1/3 : Histoire de la désobeissance civile, implication des corps de metiers, Paris, Les Éditions du Cerf, coll. « Histoire », 2010, 468 p. (ISBN 978-2-204-08863-3, EAN 9782204088633).

### Mémoires et Articles de types universitaires
- Estelle Pires (sous la direction de Sylvaine Guinle-Lorinet), Les Justes parmi les Nations dans le Sud-Ouest : départements des Landes, Basses-Pyrénées et Hautes-Pyrénées (Mémoire de Master Identités et Patrimoine dans les espaces méridionaux), Toulouse, Université de Pau et des Pays de l’Adour, UFR Lettres, Langues et Sciences Humaines, 2006, 254 p. (lire en ligne). .
- Pierre Billières, « Création de l'asei (Association pour la sauvegarde des enfants invalides) », EMPAN, vol. 88, no 4,‎ 2012, p. 111-114 (lire en ligne)
- (en) Social Activities of Local Authorities "Local Services for Young People," "Care of the Aged." Proceedings of the Berlin Congress 18-23rd June 1959, International Union of Local Authorities, 1960, 83 p. (lire en ligne)

### Articles de presse
- « M. Etienne Billières Maire de Toulouse est mort. », La Dépêche, Toulouse, vol. 65e année, no 24772,‎ 4 février 1935 (lire en ligne, consulté le 10 avril 2021).
- « Au jour le jour. Cercle laïque du canton ouest », La Dépêche, Toulouse, vol. 67e année, no 24663,‎ 3 mars 1936 (lire en ligne, consulté le 10 avril 2021).
- Henri Nogueres, « Cours et débats sur la situation en Espagne », Le Populaire de Paris, Paris, S.F.I.O., vol. 20e année, no 5288,‎ 7 août 1937 (lire en ligne, consulté le 8 avril 2021).
- « Fête de l'Amicale des hospices civils de Toulouse », La Dépêche, Toulouse, vol. 68e année, no 25179,‎ 8 août 1937 (lire en ligne, consulté le 9 avril 2021).
- « Elections cantonales - Parti Radical et Radical Socialiste », La Dépêche, Toulouse, vol. 68e année, no 25232,‎ 9 octobre 1937 (lire en ligne, consulté le 11 avril 2021).
- Albert Lasserre, « Le miracle s'est accompli. Le Midi a battu l'Australie par 15 points (3 essais, 3 buts) à zéro », La Dépêche, Toulouse, vol. 69e année, no 25343,‎ 24 janvier 1938 (lire en ligne, consulté le 8 avril 2021).
- Alix Cornille, « Á la 11e Conférence nationale des municipalités socialistes », Le Populaire de Paris, Paris, S.F.I.O., vol. 21e année, no 5759,‎ 22 novembre 1938 (lire en ligne, consulté le 8 avril 2021).
- Marius Bergé, « L'Hôtel Dieu », Bulletin municipal de Toulouse, Toulouse, Mairie de Toulouse, no février 1939,‎ février 1939, p. 73-89 (lire en ligne, consulté le 8 avril 2021).
- « La section toulousaine : Groupe des Hospices Civils de Toulouse », Le Midi Socialiste, Toulouse, S.F.I.O., vol. 31e année, no 133438,‎ 18 juillet 1939 (lire en ligne, consulté le 9 avril 2021).
- « L'Hôtel-Dieu : Le secrétariat général », Le Midi socialiste, vol. 31è année, no 13471,‎ 23 août 1939, p. 5 (lire en ligne, consulté le 1er mai 2021)
- Antoine Ellen-Prévot, « Le discours d'Ellen-Prévot », Le Midi Socialiste, Toulouse, vol. 32e année, no 13330,‎ 18 mars 1940, p. 4 (lire en ligne, consulté le 8 avril 2021).
- « Le nouveau maire de Tarbes est élu », La Liberté, vol. 83è année, no 161,‎ 15 juillet 1953, p. 2.
- Robert Lazurick (dir.), « Le scandale pharmaceutique de Toulouse : Des fraudes multiples », L'Aurore, Paris, vol. 15e année, no 3524,‎ 7 janvier 1956 (lire en ligne, consulté le 8 avril 2021).
- Raymond Ritter (rédacteur en chef), « Chroniques : Tourisme, Thermalisme, climatisme : D'Ossun à Ossun par Dublin », Pyrénées (revue trimestrielle), Pau, organe du Musée Pyrénéen de Lourdes, no 37,‎ janvier-mars 1959 (lire en ligne, consulté le 8 avril 2021).
- « Hommage aux passeurs pyrénéens pendant la guerre », Sud Ouest (édition Landes),‎ 2 mai 2016 (lire en ligne)

#### Liens web
- Marie-Pierre Manet, « Des Maires bigourdans - célèbres Hautes-Pyrénées - département 65. », sur Passion Bigorre, 3 septembre 2018 (consulté le 9 avril 2021).
- Parti Socialiste des Hautes-Pyrénées, « Histoire du Socialisme en Bigorre », sur Parti Socialiste des Hautes-Pyrénées (site officiel), 3 juillet 2007 (consulté le 9 avril 2021).
- INSEE, « Billières Marcel Jean », sur deces.matchid.io (consulté le 7 avril 2021).
- « discours de Madeline Navarro, adjointe au maire de Lourdes en charge des anciens combattants (Exposition sur la libération de Lourdes) », sur lourdes-infos.com, Lourdes (Palais des congrès), 21 août 2014
- Christiane Fabries, « Libération de Tarbes », sur tarbes-infos.com, 2014
- Claude Larronde, « 1 - Libération de Tarbes - 65e anniversaire », sur claudelarronde.fr, 2009 (consulté le 1er mai 2021)
- « Rose Marie Billières (née Séguy) », 2021 (consulté le 1er mai 2021)
- « Marcel Billières », sur ajpn.org (consulté le 2 mai 2021)
- « le PS dans les Hautes-Pyrénées », sur histoire-socialiste, 18 octobre 2007